# Roza Atamuradovna Bazarova
Roza Atamuradovna Bazarova, född 1933, var en sovjetisk (turkmenisk) politiker (kommunist). 
Hon var vice ordförande i ministerrådet för Turkmenska SSR 1975-85, utrikesminister i Turkmenska SSR 1985-88. Från 13 augusti 1988 till 18 januari 1990, var hon ordförande för presidiet för den högsta sovjeten i Turkmenska SSR, och från 10 september 1988 till 11 maj 1990, medlem av presidiet för centralkommittén för Turkmenska SSR kommunistparti. 